# Río salvaje (álbum)
Río salvaje es el segundo álbum de estudio de la banda  mexicana Little Jesus. Se lanzó al público el 17 de junio de 2017 en formato físico y digital en México. Se compone de diez canciones originales, del cual se extrajeron sencillos como «Mala onda», «La magia» y «TQM» aunque también destacaron temas como «Nuevo México» y «La luna». Santiago Casillas y Mateo Lewis fungieron como productores discográficos.
Fue escrito en su mayoría por el vocalista de la banda. Este álbum contó con las participaciones de artistas como Ximena Sariñana y Elsa y Elmar —en el sencillo «TQM»—.

## Antecedentes
Río salvaje marcó una evolución en el sonido de la banda, alejándose un poco del estilo indie y surf rock de su primer álbum Norte, para explorar influencias más amplias que incluyen el pop, el rock alternativo, con incluso toques de psicodelia y música electrónica. Además se presenta un enfoque más elaborado en términos de producción y composición. Las letras tienden a ser introspectivas y románticas, pero con un tono más maduro en comparación con sus trabajos anteriores.Este álbum también ayudó a la banda a ampliar su audiencia, participando en eventos como el Vive Latino y llevando a cabo giras tanto en México como en el extranjero.

## Recepción
En el sitio web Rate Your Music recibió una puntuación de 3.35 sobre 5 estrellas.

## Lista de canciones
| N.º   | Título                                     | Escritor(es)      | Duración |  |
| 1.    | «Nuevos amigos»                            | Santiago Casillas | 3:42     |  |
| 2.    | «La magia»                                 | Santiago Casillas | 4:05     |  |
| 3.    | «Mala onda»                                | Santiago Casillas | 5:21     |  |
| 4.    | «Niña bien»                                | Santiago Casillas | 2:01     |  |
| 5.    | «La luna»                                  | Santiago Casillas | 9:26     |  |
| 6.    | «Golden choice»                            | Santiago Casillas | 3:48     |  |
| 7.    | «Trágame tierra»                           | Santiago Casillas | 5:26     |  |
| 8.    | «Nuevo México»                             | Santiago Casillas | 3:35     |  |
| 9.    | «Río salvaje»                              | Santiago Casillas | 3:57     |  |
| 10.   | «TQM (con Ximena Sariñana y Elsa y Elmar)» | Santiago Casillas | 5:19     |  |
| 46:40 |                                            |                   |          |  |

## Historial de lanzamiento
| País   | Fecha               | Formato(s)            | Sello         | Ref.  |
| ------ | ------------------- | --------------------- | ------------- | ----- |
| México | 17 de junio de 2016 | CD + Descarga digital | Independiente | [ 7 ] |